# پل اشیما اوهاشی

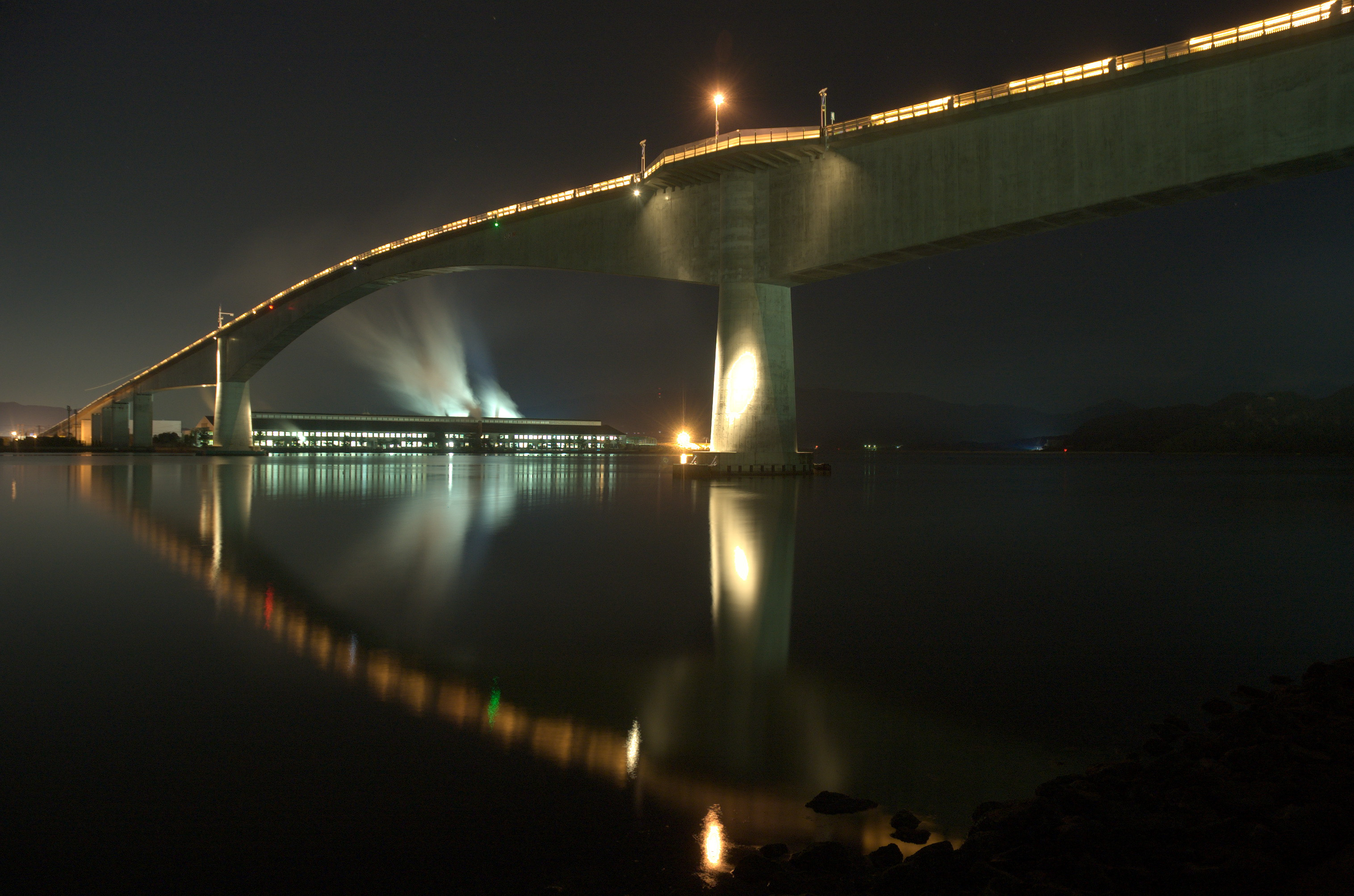
نمایی از پل در شب.

پل اشیما اوهاشی (انگلیسی: Eshima Ohashi Bridge) پلی در ژاپن است که شهرهای ماتسوئه در استان شیمانه و ساکای‌میناتو در استان توتوری را به یکدیگر متصل می‌کند و در امتداد دریاچه ناکائومی گسترده شده‌است. این پل به طول ۱٫۷ کیلومتر می‌رسد و پهنای آن برابر با ۱۱٫۴ متر است. اِشیما اوهاشی دارای شیب ۵٫۱ درصد در یک سمت و ۶٫۱ درصد در سمت دیگر است و از این رو ظاهری شبیه به ترن‌های هوایی در شهربازی‌ها یافته‌است.
پل اِشیما اوهاشی، سومین پل بزرگ با رکورد جهانی در نوع خود، با ارتفاع ۴۴ متری و شیب تند خود این امکان برای کشتی‌ها فراهم می‌شود تا به راحتی از زیر آن عبور و مرور کنند. اشیما اوهاشی بزرگترین پل غیرمتحرک ژاپن و سومین دنیا است.